# Amfibiekrigsførelse
Amfibiekrigsførelse er brugen af krigsskibe til at påvirke landområder militært. I tidligere tider var betegnelsen synonym med metoder til at levere landtropper til fjendtligt terræn ved hjælp af skibe, men i dag har helikoptere overtaget meget af denne opgave.
Det er en meget svær form for krigsførelse, og det er kun få personer som har gennemført dem. Bl.a. Cæsar.
Den var også med i D-dag som også var med til at afslutte 2. verdenskrig.
| Militær | Spire Denne artikel om militær er en spire som bør udbygges. Du er velkommen til at hjælpe Wikipedia ved at udvide den. |

- Wikimedia Commons har flere filer relateret til Amfibiekrigsførelse